# BUNNY LOVE/REAL LOVE 2010
「BUNNY LOVE／REAL LOVE 2010」是BREAKERZ的第9張單曲。2010年11月3日由ZAIN RECORDS發售。

## 收錄曲

### 初回盤A・通常盤
1. BUNNY LOVE [4:07]
  - 作詞：DAIGO / 作曲：AKIHIDE / 編曲：BREAKERZ

レコチョク廣告歌曲
千葉電視台・スカパー!「MUSIC FOCUS」結尾曲
2. REAL LOVE 2010 [3:53]
  - 作詞・作曲：DAIGO / 編曲：BREAKERZ

1st專輯『BREAKERZ』に収録された「REAL LOVE」的重排版本。
3. FAKE LOVE（Acoustic Version） [4:09]
  - 作詞：DAIGO / 作曲：AKIHIDE / 編曲：BREAKERZ

迷你專輯『アオノミライ』中收錄「FAKE LOVE」的聲音版本。

### 初回盤B
1. REAL LOVE 2010
2. BUNNY LOVE
3. FAKE LOVE（Acoustic Version）